# Discover Airlines
Discover Airlines, voorheen Eurowings Discover, is een Duitse luchtvaartmaatschappij die hoofdzakelijk vluchten uitvoert naar vakantiebestemmingen. De maatschappij maakt deel uit van de Lufthansa Group en voert vluchten uit binnen Europa en naar Afrika, Noord-Amerika en Azië. Discover Airlines heeft haar hubs op de luchthaven van Frankfurt en op de luchthaven van München.

## Geschiedenis
Discover Airlines is in juli 2021 begonnen als Eurowings Discover GmbH om langeafstandsvluchten uit te voeren als zusteronderneming van Eurowings. Daarmee werd het de belangrijkste tegenhanger van de Duitse luchtvaartmaatschappij Condor.
In de zomer van 2022 werd een tweede hub geopend op Flughafen München Franz Josef Strauß om meer korte vluchten aan te kunnen bieden in het Middellandse Zeegebied. In september 2023 werd de naam veranderd in Discover Airlines en een rebranding doorgevoerd, omdat het zo duidelijker werd dat de maatschappij onafhankelijk van Eurowings opereert. In juni 2024 kondigde de maatschappij aan dat het in maart 2025 een basis zal openen in München voor langeafstandsvluchen. Hiermee zal de maatschappij haar netwerk verder uitbreiden.

## Vloot

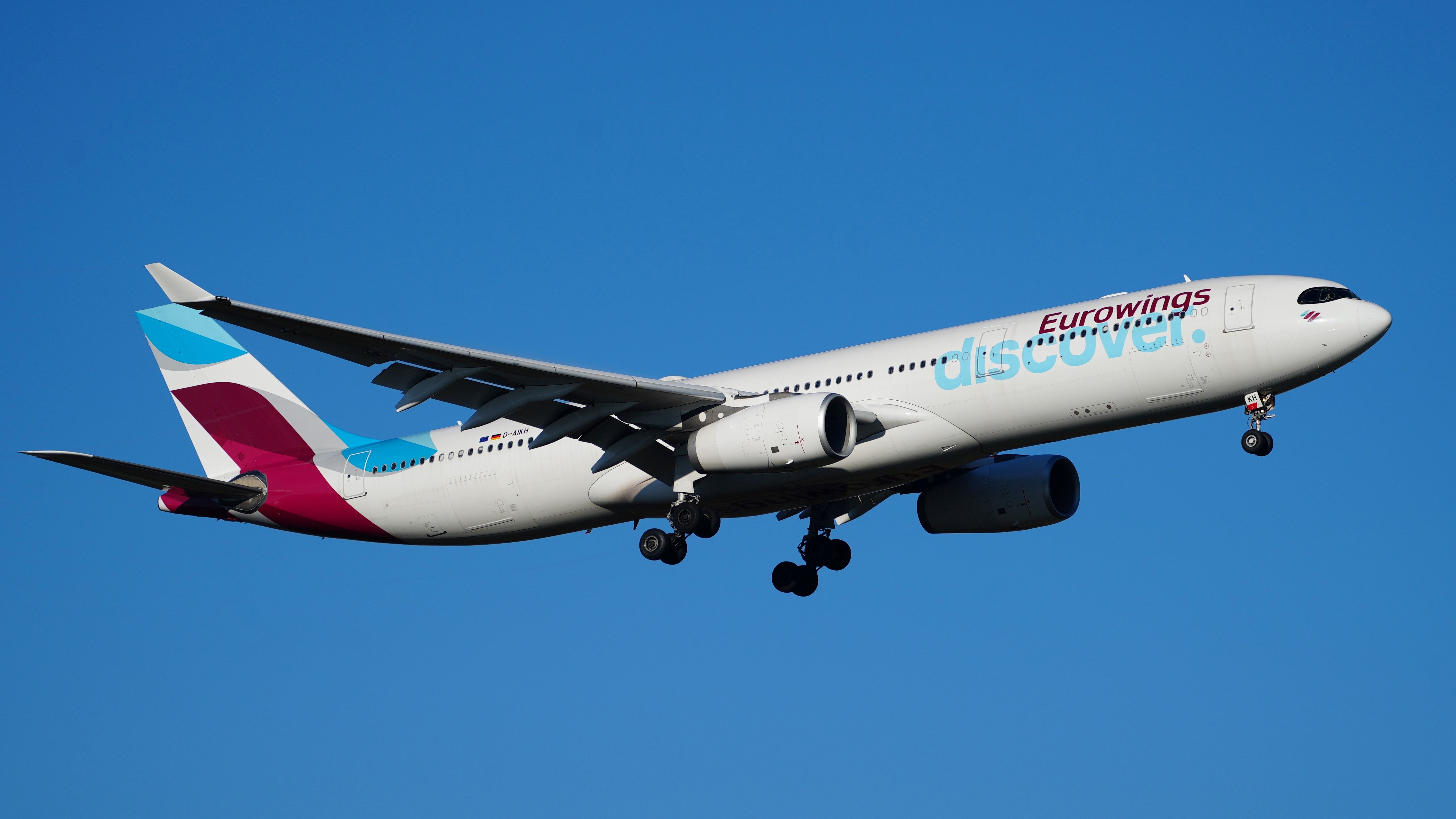
Een Airbus A330-300 van Discover Airlines in voormalig kleurenschema

De vloot van Discover Airlines bestaat uit de volgende toestellen (november 2024):
| Type            | In dienst | Orders | Opmerkingen                  |
| --------------- | --------- | ------ | ---------------------------- |
| Airbus A320-200 | 14        | —      | Overgenomen van Lufthansa    |
| Airbus A330-200 | 3         | —      | Worden uitgefaseerd in 2026. |
| Airbus A330-300 | 10        | —      |                              |
| Totaal          | 27        | —      |                              |

## Bestemmingen
Discover Airlines vliegt naar de volgende bestemmingen (november 2024):
| Land                   | Stad                       | Luchthaven                                        | Opmerkingen              |
| ---------------------- | -------------------------- | ------------------------------------------------- | ------------------------ |
| Barbados               | Bridgetown                 | Grantley Adams International Airport              | Seizoensgebonden         |
| Bulgarije              | Boergas                    | Luchthaven Boergas                                | Seizoensgebonden         |
| Bulgarije              | Varna                      | Luchthaven Varna                                  | Seizoensgebonden         |
| Canada                 | Calgary                    | Calgary International Airport                     |                          |
| Canada                 | Halifax                    | Halifax Stanfield International Airport           | Seizoensgebonden         |
| Cyprus                 | Larnaca                    | Luchthaven Larnaca                                |                          |
| Dominicaanse Republiek | La Romana                  | La Romana International Airport                   | Seizoensgebonden charter |
| Dominicaanse Republiek | Punta Cana                 | Punta Cana International Airport                  |                          |
| Duitsland              | Frankfurt                  | Flughafen Frankfurt am Main                       | hub                      |
| Duitsland              | München                    | Flughafen München Franz Josef Strauß              | hub                      |
| Egypte                 | Hurghada                   | Luchthaven Hurghada                               |                          |
| Egypte                 | Marsa Alam                 | Luchthaven Marsa Alam                             | Seizoensgebonden         |
| Finland                | Kittilä                    | Luchthaven Kittilä                                | Vanaf 20 december 2024   |
| Frankrijk              | Montpellier                | Aéroport Montpellier Méditerranée                 | Seizoensgebonden         |
| Griekenland            | Argostoli                  | Luchthaven Kefalonia                              | Seizoensgebonden         |
| Griekenland            | Chania                     | Luchthaven Chania                                 | Seizoensgebonden         |
| Griekenland            | Corfu                      | Luchthaven Korfoe Ioannis Kapodistrias            | Seizoensgebonden         |
| Griekenland            | Iraklion                   | Luchthaven Iraklion                               |                          |
| Griekenland            | Kalamáta                   | Luchthaven Kalamata                               | Seizoensgebonden         |
| Griekenland            | Kamari                     | Luchthaven Santorini                              | Seizoensgebonden         |
| Griekenland            | Kos                        | Luchthaven Kos                                    | Seizoensgebonden         |
| Griekenland            | Mykonos-Stad               | Luchthaven Mykonos                                | Seizoensgebonden         |
| Griekenland            | Pythagorion                | Luchthaven Samos                                  | Seizoensgebonden         |
| Griekenland            | Rhodos                     | Internationale luchthaven van Rhodos              | Seizoensgebonden         |
| Griekenland            | Skiathos                   | Luchthaven Skiathos                               | Seizoensgebonden         |
| Griekenland            | Zakynthos                  | Luchthaven Zakynthos                              | Seizoensgebonden         |
| IJsland                | Keflavík                   | Keflavíkurflugvöllur                              | Vanaf 3 april 2025       |
| Italië                 | Bari                       | Aeroporto di Bari-Karol Wojtyla                   |                          |
| Jamaica                | Montego Bay                | Sangster International Airport                    | Seizoensgebonden         |
| Kenia                  | Mombassa                   | Moi International Airport                         |                          |
| Kroatië                | Dubrovnik                  | Luchthaven Dubrovnik Ruđer Bošković               | Seizoensgebonden         |
| Kroatië                | Split                      | Luchthaven Split                                  | Seizoensgebonden         |
| Kroatië                | Zadar                      | Luchthaven Zadar                                  | Seizoensgebonden         |
| Malediven              | Malé                       | Malé International Airport                        | Seizoensgebonden         |
| Marokko                | Marrakesh                  | Internationale luchthaven Menara                  | Seizoensgebonden         |
| Martinique             | Fort-de-France             | Internationale luchthaven Martinique-Aimé-Césaire | Seizoensgebonden charter |
| Mauritius              | Port Louis                 | Sir Seewoosagur Ramgoolam International Airport   |                          |
| Mexico                 | Cancún                     | Internationale luchthaven van Cancún              |                          |
| Mexico                 | Tulum                      | Internationale luchthaven Felipe Carrillo Puerto  | Vanaf 12 december 2024   |
| Namibië                | Windhoek                   | Internationale luchthaven Hosea Kutako            |                          |
| Noorwegen              | Ålesund                    | Luchthaven Ålesund, Vigra                         | Vanaf 3 mei 2025         |
| Noorwegen              | Alta                       | Luchthaven Alta                                   | Vanaf 19 december 2024   |
| Noorwegen              | Bodø                       | Luchthaven Bodø                                   | Vanaf 2 juni 2025        |
| Noorwegen              | Evenes                     | Luchthaven Harstad/Narvik Evenes                  | Seizoensgebonden         |
| Portugal               | Funchal                    | Aeroporto da Madeira                              |                          |
| Spanje                 | Barcelona                  | Luchthaven Josep Tarradellas Barcelona-El Prat    | Seizoensgebonden         |
| Spanje                 | Granadilla de Abona        | Aeropuerto de Tenerife Sur                        |                          |
| Spanje                 | Ibiza-stad                 | Aeropuerto de Ibiza                               | Seizoensgebonden         |
| Spanje                 | Jerez de la Frontera       | Aeropuerto de Jerez                               | Seizoensgebonden         |
| Spanje                 | Las Palmas de Gran Canaria | Aeropuerto de Gran Canaria                        |                          |
| Spanje                 | Maó                        | Aeropuerto de Menorca                             | Seizoensgebonden         |
| Spanje                 | Palma                      | Aeropuerto de Palma de Mallorca                   |                          |
| Spanje                 | Puerto del Rosario         | Aeropuerto de Fuerteventura                       |                          |
| Spanje                 | San Bartolomé              | Aeropuerto de Lanzarote                           |                          |
| Spanje                 | Santa Cruz de La Palma     | Aeropuerto de La Palma                            | Seizoensgebonden         |
| Tanzania               | Moshi                      | Kilimanjaro International Airport                 |                          |
| Tanzania               | Zanzibar                   | Zanzibar Airport                                  |                          |
| Tunesië                | Djerba                     | Luchthaven Djerba-Zarzis                          | Seizoensgebonden         |
| Tunesië                | Monastir                   | Luchthaven Monastir                               | Seizoensgebonden         |
| Turkije                | Antalya                    | Luchthaven Antalya                                | Seizoensgebonden         |
| Turkije                | Bodrum                     | Luchthaven Milas-Bodrum                           | Seizoensgebonden         |
| Verenigde Staten       | Anchorage                  | Internationale luchthaven Ted Stevens Anchorage   | Seizoensgebonden         |
| Verenigde Staten       | Fort Myers                 | Southwest Florida International Airport           |                          |
| Verenigde Staten       | Las Vegas                  | Harry Reid International Airport                  |                          |
| Verenigde Staten       | Minneapolis                | Internationale luchthaven Minneapolis-Saint Paul  |                          |
| Verenigde Staten       | Orlando                    | Orlando International Airport                     |                          |
| Verenigde Staten       | Philadelphia               | Philadelphia International Airport                |                          |
| Verenigde Staten       | Tampa                      | Tampa International Airport                       |                          |
| Zimbabwe               | Victoria Falls             | Luchthaven Victoria Falls                         |                          |

### Codeshare-overeenkomsten
Discover Airlines heeft codeshare-overeenkomsten met de volgende luchtvaartmaatschappijen:
- Aegean Airlines[15] (vanaf zomerseizoen 2025)
- Croatia Airlines[16]
- Lufthansa
- United Airlines[17]

## Incidenten en ongevallen
- Op 19 februari 2023 maakte een Airbus A330-200 een harde landing op de luchthaven van Windhoek.[18] Het toestel (reg. D-AXGB) raakte zwaar beschadigd en bleef een tijd op de luchthaven staan om gerepareerd te worden.[19][20]
- Op 19 juli 2023 raakte de piloot van een Airbus A320-200 met registratie D-AIUT buiten bewustzijn tijdens de nadering op de luchthaven van Frankfurt.[21] De co-piloot wist de vlucht vanuit Iraklion veilig te landen.[22]